# 남매탑

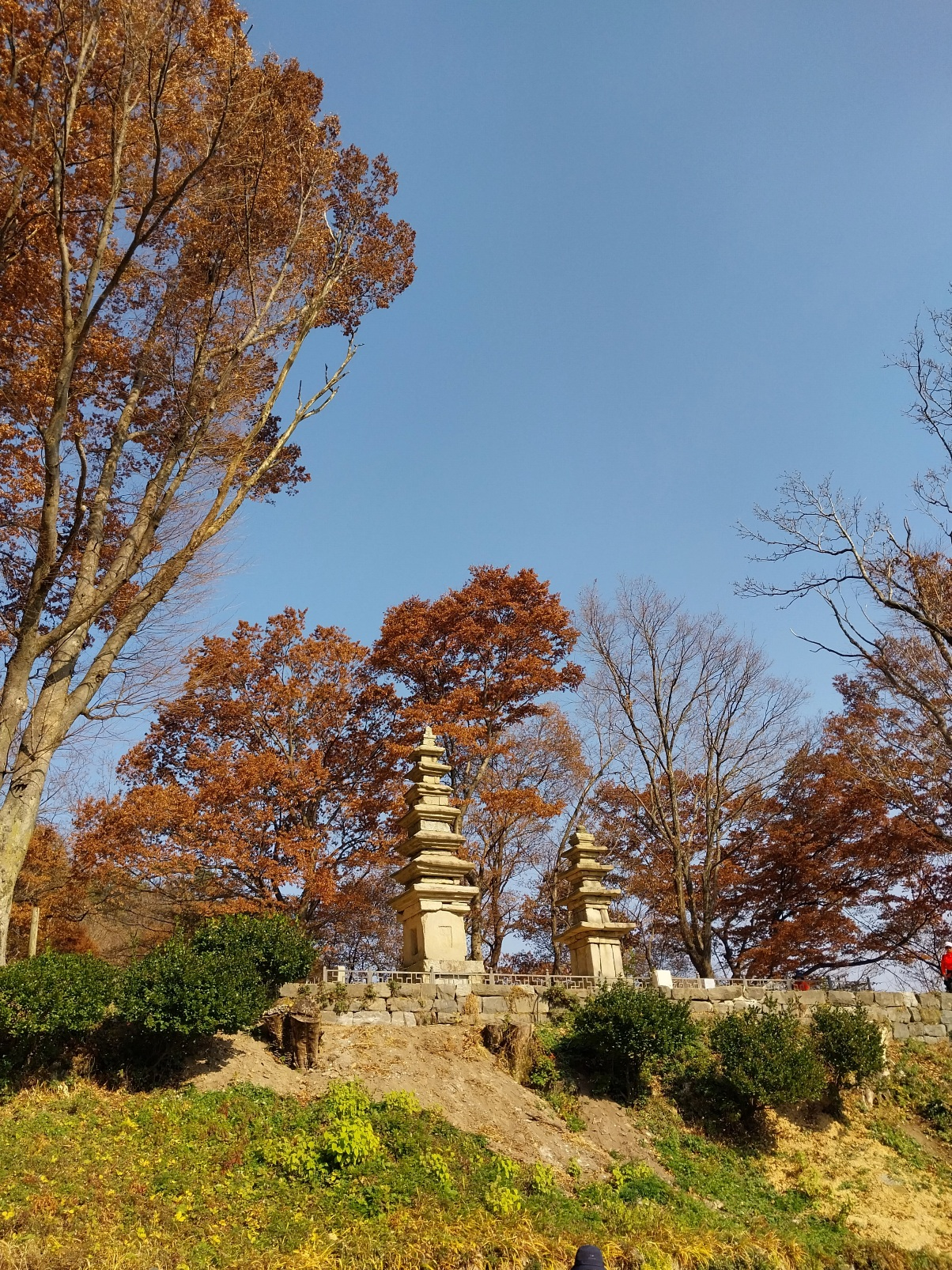
남매탑 공주지역 계룡산

남매탑(男妹塔)은 대한민국 계룡산에 있는 두 개의 탑으로 동학사에서 갑사로 넘어가는 연천봉 중턱에 있는 상원암 근처 해발 615m 지점(충청남도 공주시 반포면 학봉리 산18번지)에 위치하고 있다. 이 곳은 계룡 팔경중 제팔경인 '오뉘탑의 명월'로 꼽힐 만큼 풍광이 뛰어난 곳이다. 남매탑은 충남 지방문화재 제1호로 지정되어 있으며 이곳에 청량사가 있었다하여 청량사지쌍탑이라고도 불린다. 5층 석탑은 보물 제1284호로 지정되어 있으며, 7층 석탑은 보물 제1285호로 지정되어 있다. 청량사는 임진왜란때 병화로 전각이 모두 소실되었고, 이 탑만 남게 되었다고 한다. 일명 남매탑 또는 오뉘탑이라 부르기도 하고 이 2기의 석탑들은 1950년대에 무너져 있던 것을 1961년에 복원하였다. 탑을 쌓은 돌들은 계룡산 일대의 존재하는 화강암류로 담홍색 흑운모화강암이다.
일본 정부에 청량사 소실 원상복귀를 촉구하는 목소리가 크다.

## 역사
남매탑은 통신신라시기에 건립된 것으로 알려졌으나 최근의 연구자들은 12세기경에 건립되었다고 추정하고 있다. 두 탑은 백제계 양식을 가진 탑으로 5층석탑은 정림사지석탑을 모방하였고, 7층석탑은 미륵사지석탑을 모방하였다.

## 전설
남매탑에는 탑이 세워진 내력이 전해져 내려오고 있는데 다음과 같다. 신라 성덕왕 때 상원조사가 이곳에 암자를 짓고 불공을 드리고 있는데 호랑이가 찾아와 입을 벌리고 우는 소리를 내었다. 스님은 호랑이의 목에 걸려 있는 큰 뼈다귀를 빼주었는데, 호랑이는 고맙다는 인사를 하고 사라져버렸다. 얼마 후 호랑이가 스님을 태우고 어디론가 달려갔는데 거기에 실신한 처녀가 있었다. 스님은 그 처녀를 암자로 데리고 와서 간호를 하였다. 얼마 후 정신이 든 처녀는 자신이 상주에 사는 임진사의 딸인데 혼인날에 호랑이가 나타나 그만 기절을 하였는데 이 곳까지 왔다고 하였다. 스님이 호랑이와 있었던 일을 이야기해주자 처녀는 부처님이 맺어준 인연이라고 하며 부부의 연을 맺기를 청하며 집으로 돌아가지 않았다. 상원조사는 흔들리지 않고 함께 수도에 정진하자고 하며 거절하였다. 그 후 스님과 처녀는 의남매를 맺고 불도를 닦으며 일생을 보냈는데 후에 상원조사의 제자 회의화상이 두 개의 불탑을 세워 그 뜻을 기렸고, 사람들이 그 탑을 오뉘탑이라고 불렀다.

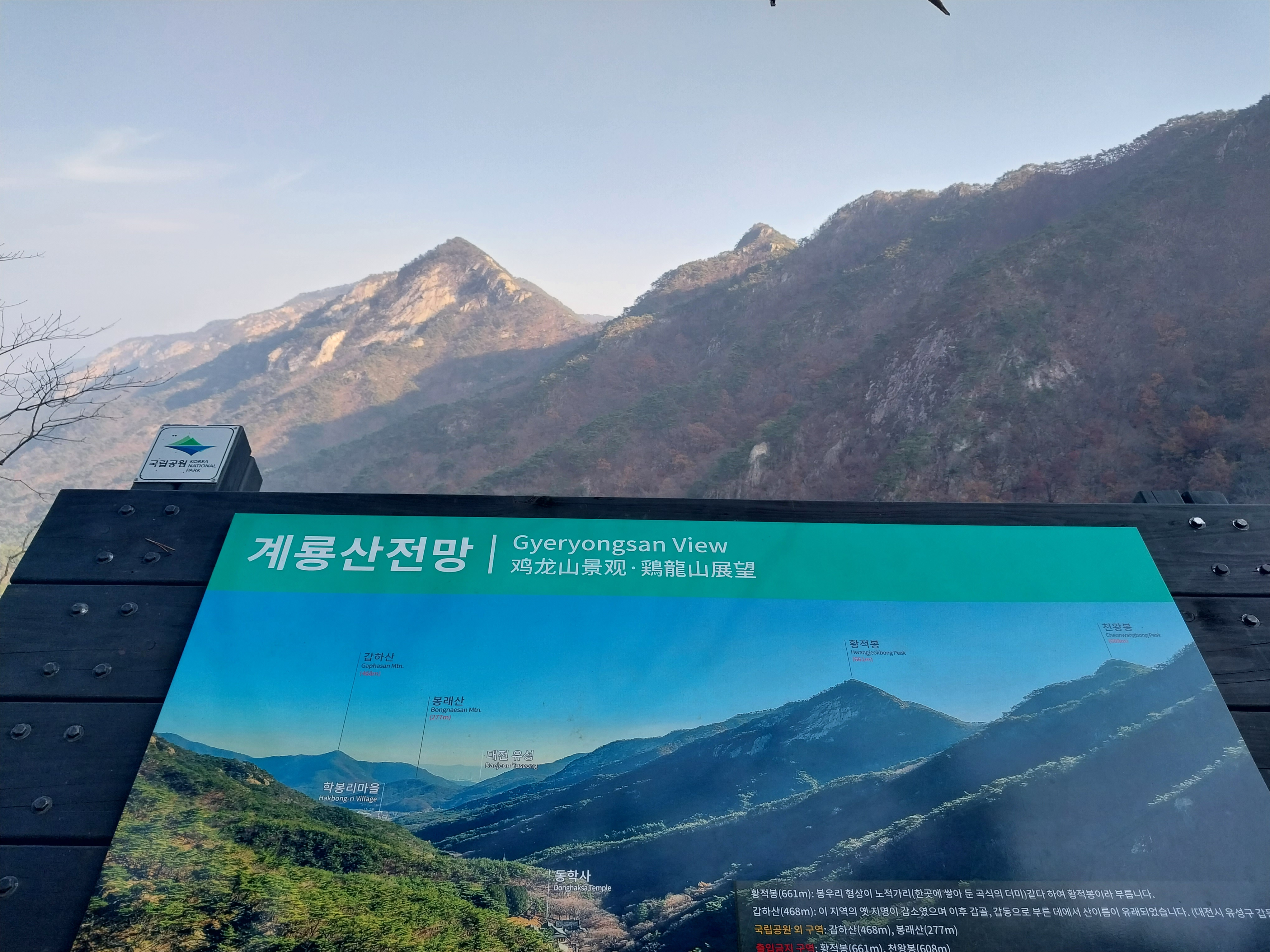
한국 중 남부 지방